# C&C Cola
C&C Cola Company, in Amerika bekend onder de naam C&C Beverages, is een van oorsprong Iers bedrijf dat in 1852 werd opgericht door Thomas Cantrell en Sir Henry Cochrane. Het bedrijf verkoopt vooral cola genaamd C&C Cola.
Nadat het bedrijf in 1955 in Amerika begon onder leiding van voormalig Pepsi-directeur Walter Mack, vroeg het in 1962 aan chemicus John Ritchie (eveneens afkomstig van Pepsi) om de receptuur van C&C Cola te wijzigen. Deze vernieuwde receptuur wordt tot op heden gebruikt.
Tegenwoordig is de C&C Cola Company eigendom van Kelco Sales & Marketing. Naast C&C Cola produceert en verkoopt het bedrijf een aantal andere dranken, zoals bronwater en frisdrank met vruchtensmaken. Deze dranken zijn verkrijgbaar in blikjes en in petflessen met maten variërend van 0,2 tot 3 liter. C&C frisdranken zijn enkel verkrijgbaar via supermarkten.
3ES Cola · Afri-Cola · Alter Cola · Amrat Cola · Apotekarnes Cola · Arab Cola · Barr Cola · Beuk Cola · Big Cola · Boylan Cane Cola · Breizh Cola · Bubba Cola · C&C Cola · Campa Cola · Cat Cola · Chat Cola · Chek Cola · Chero-Cola · China Cola · Chtilà Cola · Classic Cola · Club Cola · Coca-Cola · Cola Turka · Cole Cold · Corsica Cola · Count Cola · Cricket Cola · Cuba Cola · Diet Rite Cola · Dixi Cola · Double Cola · El Ché Cola · Elsass Cola · Evoca Cola · Fada Cola · Faygo Cola · Feichang Cola · First Choice Cola · Freeway Cola · Frescolita · fritz-kola · Fruti Kola · Fukola Cola · Future Cola · Fuji-Cola · Herschi Cola · Highway Cola · Icy-Cola · Imazighen Cola · Inca Kola · Isaac Kola · Jolly Cola · Jolt Cola · Just Cola · KasKol · Kiri · Kitty Kola · Kofola · Kola Real · Kola Román · Kola Shaler · Kristal Kola · LA Ice Cola · Libella · Like Cola · Master Choice · Moxie · Mecca-Cola · Muslim Up · Odina · OK Cola · OpenCola · Parsi Cola · Pepsi Cola · Perú Cola · Polo-Cockta · Pop Cola · Pran Cola · Premium-Cola · President's Choice Cola · Qibla Cola · R.C. Cola · Raak Cola · Raak Kindercola · Red Kola · Reyna Kola · Ritchie Cola · River Cola · Rola Cola · Royal Crown Cola · Sam's Choice Cola · Salva Cola · Honey Saps Cola · Schweppes Cola · Shasta Cola · Sinalco Cola · Sugar Cane Cola · TaB Cola · Thums Up · Tropicola · tuKola · Ubuntu Cola · Ugarit Cola · Uludağ Cola · Virgin Cola · Vita Cola · Viva Cola · XL Cola · Zam Zam Cola · Zelal Cola · ZOOB Cola